# Madeline (franchise)
Pour les articles homonymes, voir Madeline.
Madeline est une franchise médiatique américaine qui débute sous forme de livres pour enfant écrits par Ludwig Bemelmans.

## Histoire

### Création
La franchise apparaît avec l'édition du livre Madeline (livre) (en) en 1939. Plusieurs suites sont sorties.

### Adaptations

#### En film d'animation
Un 1er court-métrage d'animation sort en 1954.

#### Série télévisée
Une série télévisée est sortie entre 1988 et 2001.

#### Jeux vidéos
Plusieurs jeux vidéos (en) sont sortis entre 1995 et 1999.

#### En film en prises de vue réelles
Un film dirigé par Daisy Mayer est sorti en 1998.